# Урођени меланоми
Урођени (конгенитални) меланоми (УМ) су промене у равни коже присутне код деце од рођења, или који се развијају у првих неколико месеци након рођења. Они су у већини случајева меланоцитне лезије или доброћудни (бенигни) невуси.  Прилично су чести и, у већини случајева, не изазивају здравствене проблеме, али могу носити ризик од малигне алтерације, која је већа је што је урођени младеж већи, па се џиновски урођени младежи уклањају превентивно.
Већина случајева никада не захтева лечење, али постоје случајеви у којима се младежи могу уклонити. Ово се обично ради како би се смањио ризик од рака коже или побољшао естетски изглед детета.
Према пречнику захважене коже могу бити мали (до 1,5 cm), средњи (1,5 до 10 cm), велики  (11 до 20 cm) или џиновски (пречника већег од 20 cm).
Осим класичне клиничке презентације у виду пигментоване промене која расте и мења се током времена, урођени меланоми могу да личе и на немеланоцитне лезије.

## Епидемиологија
Укупан ризик за развој меланома на конгениталном невусу је мањи од 5%, а најчешће се јавља код деце млађе од пет година с џиновским невусима на трупу, пречника већих од 40 cm, са сателитским лезијама.

## Етиопатогенеза
Урођени меланоцитни невуси су узроковани променом боје (пигментних) ћелија коже.  Јављају се случајно и не преносе се од родитеља. Не постоји начин да се спречи да се дете роди са меланомом.
У веома ретким случајевима УМ може указивати на стање које се зове неурокутана меланоза. Неурокутана меланоза се може јавити када су меланоми велике и налазе се на леђима. У овом случају младежи могу утицати на кичму и мозак и могу изазвати нападе . Ова врста меланома такође се јавља случајно и не преноси се од родитеља.

### Спиц (Spitz) невуси
Спиц невуси посебна су  врста стечених меланоцитних неоплазија од епителоидних и вретенастих ћелија различитог степена атипије, најчешће су бенигне природе. У појединим случајевима, међутим, диференцијална дијагноза ка меланому је тешка (aтипични Спицоидни тумори). Препорука је да само Spitz невуси дијаметра мањег од 1 cm, који су у равни коже и правилних дермоскопских карактеристика, могу краткотрајно да се прате током 2-3 месеца и уклоне само уколико се мењају у том периоду. За Спиц невусе веће од 1 cm с атипичним дермоскопским карактеристикама, посебно у постпубертетском периоду, за све нодуларне и улцерисане форме и лезије које личе на васкуларне туморе, индиковани су хируршко уклањање и хистопатолошки преглед. Такође, сваки тумор коже код деце, који брзо расте и мења се, неопходно је хитно уклонити.

## Клиничка слика
Симптоми урођених меланома укључују присуство младежа на кожи од рођења или младежа који се појављују у првих неколико месеци живота. Ови мадежи имају боју од светло браон до црне.
Могу потамнити, постати дебљи или на њима могу да расту длаке (како дете стари).
Обично су безболни.

## Дијагноза
Дијагноза урођених меланома укључује физички преглед и допунске тестове. Према најновијим подацима из анализе светске литературе и 25-годишњег искуства Кинслер и сарадника, највећи предиктивни фактор за меланом код деце са урођеним невусима је присуство абнормалног налаза меланоцитних инфилтрата на магнентној резонанци главе. Због тога ови аутори препоручују МР главе у првој години живота код деце која имају два урођена невуса, без обзира на њихову величину (или синдром урођеног меланоцитног невуса). Овај синдром везан је за мутације у NRAS гену у 80% случајева и код ове деце постоји већи ризик за настанак меланома коже или централног нервног система, посебно уколико постоје знаци абнормалности на МР прегледу главе. Због тога се ова процедура препоручује као основни преглед у првој години. Код деце са абнормалностима на МР прегледу предложен је алгоритам за праћење, као и алгоритам за децу са урођеним меланоцитним невусима која имају нове неуролошке симптоме.

## Диференцијална дијагноза
Диференцијална дијагноза код меланома у детињству везана је за процену урођених и Спиц (Spitz) невуса. 

## Терапија
За већину случајева терапија се заснива на посматрању (праћењу) и раду на спречавању појаве злочудног рака коже као једином потребном третману. Ово укључује редовне прегледе коже од родитеља и лекара и предузимање корака да се избегне оштећење коже, који укључују:
- Примену водоотпорне креме за сунчање широког спектра (УВА/УВБ) током времена проведеног напољу између 10 и 16 часова
- Поново наношење креме за сунчање свака 2 сата и након пливања или знојења.
- Ношење заштитне одеће, наочаре за сунце и шешира да би се избегло излагање сунцу и опекотинама од сунца.
- Боравак у сенци (хладовини).
- Забрану корићжења соларијума.

Када се младеж сматра да је од високог ризика од рака - и у неким случајевима када младеж изазива значајан емоционални стрес - може се уклонити хируршки. Ово помаже у смањењу ризика од рака и може побољшати ететски изглед детета.
Велики или џиновски меланоми често захтевају више фаза операције да би се уклониоло што је више могуће захваћене коже. То се обично ради кроз процес који се назива експанзија ткива.
Меланом се такође може просветлити ласерском терапијом или хемијским пилингом. Међутим, ови третмани можда неће бити трајни. Штавише, ова интервенција на младежу може отежати његово праћење ризика од рака коже.
Једини прави „лек“ за ризик од рака коже од урођених меланома је уклањање младежа.

## Превентивни прегледи
Према препорукама Интернационалног друштва за дермоскопију, дерматолошки преглед с дермоскопијом је неопходан код деце млађе од 15 година, с младежима дијаметра већим од 2 cm, код деце с брзорастућим лезијама изнад нивоа коже, било да су пигментоване (смеђе боје) или непигментоване (ружичасте боје).
Дермоскопски преглед је обавезан и код деце млађе од 12 година, с џиновским конгениталним невусима пречника већим од 10 cm.  Уколико се процени да је одређена лезија за хируршко уклањање, пре прегледа хирурга дете треба упутити на дермоскопију, јер се на тај начин повећава дијагностичка прецизност и може да се смањи број непотребних ексцизија.
Код урођених невуса пречника мањих од 20 cm нема доказа да је ризик за настанак меланома већи у односу на стечене невусе; саветује се праћење, а ексцизија само у случају промене структуре. Код урођених невуса пречника већих од 20 cm, осим клиничког прегледа и дермоскопије - током праћења - неопходно је палпацијом детектовати евентуалне инфилтрате, јер меланом у конгениталном невусу може да се развије у дерму или субкутаном масном ткиву.
Одлуку о превентивном отклањању строго је индивидуална и према претходној процени, на основу клиничкој сумњи, с једне стране, и козметских и функционалних резултата, са друге стране.
Код новорођенчади с џиновским урођеним невусима обавезан је преглед неуролога, као и магнетна резонанца главе у првих шест до осам месеци, ради искључивања асимптоматске неурокутане меланозе.